# Aspilota furtnerana
Aspilota furtnerana är en stekelart som beskrevs av Fischer 1973. Aspilota furtnerana ingår i släktet Aspilota och familjen bracksteklar. Inga underarter finns listade.